# August Leffler & Son
Aktiebolaget August Leffler & Son är en skeppsmäklare- och skeppsklareringsfirma som grundades 1781 i Göteborg.
Firman Leffler & Son grundades 1798 av skeppsmäklaren Johan Håkan Leffler, fast denne hade redan tidigare i eget namn ägnat sig åt skeppsmäkleri. Då han 1813 avled övertog sonen Anders Leffler ensam verksamheten, varefter han i sin tur överlämnade firman åt sin son Johan Albrecht Leffler. Då denne intagit sin bror som kompanjon ändrades firmanamnet till J.A. & Aug.Leffler. År 1857 övertog J.A. Lefflers bror firmans skeppskaleraraffärer och till kompanjon tog han Olof Melin varvid firmanamnet blev August leffler & Co. 
År 1863 blev Adolf Florell delägare och firman hade stor framgång intill 1884 då Olof Melin och Adolf Florell lämnade. Redan 1882 hade Lars August Leffler dragit sig tillbaka. 
En ny era inleddes 1884 då August Lefflers son Peter Leffler och dennes måg Knut Dalman blev kompanjoner och ändrade firmanamnet till August Leffler & Son. Bolaget återfanns i branscher som skeppsmäkleri, skeppsklarering, linjeagentur, spedition och rederiverksamhet. Leffler tog 1870 initiativet till att bilda Ångfartygs AB Thule, som kom att bedrev linjetrafik på London och Skottland fram till 1916. Firman var även ombud för Danska Ostindiska Kompaniet.